# 노름꾼 (소설)
《노름꾼》(러시아어: Игро́к 이그로크[*], 문자 개혁 이전: Игрокъ)는 1866년 출판된 표도르 도스토옙스키의 장편 소설로, 작가의 경제적 문제로 인하여 26일 만에 졸속으로 집필되었다.

## 집필 배경
1863년 9월 8일 로마에 체류 중 도스토옙스키가 문우 니콜라이 스트라호프에게 보낸 편지에는 도박에 관한 소설에 대한 구상이 등장한다.
Теперь готового у меня нет ничего. Но составился довольно счастливый (как сам сужу) план одного рассказа.
지금은 준비된 것이 아무것도 없습니다. 하지만 단편 소설에 대해선 꽤 좋은 구상이(제가 판단하기에는) 세워졌습니다.
<...>
Весь рассказ — рассказ о том, как он третий год играет по игорным городам на рулетке.
전체 줄거리는 그가 3년 동안 도박장에서 룰렛 도박을 하는 이야기입니다.1863년 9월 8일 도스토옙스키가 로마에서 스트라호프에게 보낸 편지

이후 1865년, 도스토옙스키는 떠맡은 형의 빚을 갚기 위하여 출판사와 불공정한 계약을 체결한 후 소설을 집필하기 시작하지만 별다른 진전은 없었고, 그의 문우인 알렉산드르 밀류코프는 상황 타계를 위해 속기사 고용을 제안한다. 고용된 속기사인 안나 스니트키나의 도움으로 도스토옙스키는 계약 기간 내에 소설 집필을 끝마칠 수 있었고, 이후 도스토옙스키와 안나 스니트키나는 결혼하게 된다.

## 참고 문헌
- 표도르 미하일로비치 도스또예프스끼 (2010년 1월 20일). 《노름꾼》. 열린책들 세계문학 97. 번역 이재필. 열린책들. ISBN 9788932910284.
- 석영중 (2019년 3월 15일). 《매핑 도스토옙스키》. 열린책들. ISBN 9788932919515.
- 조혜경 (2008년 1월). “도스또옙스끼의 「도박자」연구 -공간의 의미와 룰렛의 모티프를 중심으로”. 《러시아어문학연구논집》 (27): 179-202.